# 福岡市立福岡きぼう中学校
福岡市立福岡きぼう中学校（ふくおかしりつふくおかきぼうちゅうがっこう）は、福岡県福岡市早良区百道にある公立中学校である。

## 概要
福岡県で初めて設置された夜間中学校である。当校は、福岡市教育センター内に設置されている。

## 沿革

### 略歴
2016年、義務教育の段階における普通教育に相当する教育の機会の確保等に関する法律（教育機会確保法）が公布され、都道府県及び市町村は、諸事情により十分に義務教育を受けることが出なかった人々を対象とした夜間中学校の設置が求められることになった。福岡市は、2021(令和3)年に夜間中学校に関する必要性について調査を行い、必要性が認められたため設置することにした。

### 年表
- 2022年
  - 4月1日 - 公立夜間中学として福岡きぼう中学校が福岡市教育センター内に開校
  - 4月20日 - 開校式・第1回入学式を敢行
  - 8月29日 - 後期入学式を敢行[注釈 1]
  - 9月 - 校歌完成

2023年
- - 3月 - 校章・校訓完成
  - 3月24日 - 第1回卒業式を敢行

## 教育方針
当校は、次の３つを重点目標として挙げている
- 生徒の 「学びたい」という想いに、応えることができる学校
- 希望をもって自分の夢に向かい、安心して学ぶことができる学校
- 『人』と『学び』の橋渡し役となる学校

## 学校行事
| - 4月 始業式・入学式 - 5月 - 6月 | - 7月 終業式 - 8月 - 9月 始業式 | - 10月 - 11月 - 12月 終業式 | - 1月 始業式 - 2月 - 3月 終業式・卒業式 |

## ⼊学対象者
- 福岡市の住⺠基本台帳に登録されており、かつ学齢期を過ぎた⼈で以下のいずれかを満たす⼈。ただし、国籍は問わない。
  - 様々な事情により義務教育を修了していない⼈
  - 不登校などの事情により義務教育が⼗分に受けられなかった⼈

## 交通
- 福岡市地下鉄空港線藤崎駅より徒歩10分